# Kórosten
Kórosten (ucraniano: Ко́ростень) es una ciudad de Ucrania, capital del distrito homónimo en el óblast de Zhitómir.
Se localiza en el río Uzh, y es un importante nudo de transporte ferroviario y punto terminal de uno de los electrotrenes de Kiev. En la ciudad se encuentra una fábrica de porcelana, muchas empresas de construcción de maquinaria, una planta de producción de pinturas y barnices. En los alrededores, se encuentran valiosos yacimientos de granito.
En 2019 tenía una población de 63 300 habitantes. Es sede de un municipio que abarca, además de la propia ciudad, 42 pueblos y un sélyshche; estas 43 localidades suman otros diez mil habitantes a la población.

## Historia de la ciudad
La ciudad se funda en el siglo VIII con el nombre de Iskórosten (Искоростень), celebrándose en el año 2005 su 1300 aniversario. Se menciona por primera vez en el año 914 como capital de la tribu eslava de los drevlianos (древлянe). Después que los drevlianos rehusaran el pago del excesivo tributo que les fue impuesto, asesinan brutalmente al príncipe Ígor de Kiev, y la mujer de este, Olga de Kiev, se vengó de ellos, cayendo sobre Iskórosten e incendiándola. Desde entonces, la ciudad y los territorios adyacentes pertenecieron a la Rus de Kiev, con el debilitamiento del Kaganato jázaro (650–969).
En 1240 Iskórosten fue destruida por los mongoles. En 1370 fue tomada por el Gran Ducado de Lituania, más adelante pasando a la autoridad de Polonia. En 1589 se establecen los derechos urbanos. Entre 1649 y 1667 formó parte del Hetmanato Cosaco de Bogdán Jmelnitski, pero nuevamente cayó bajo dominio polaco. En 1795 entra a formar parte del Imperio ruso, pero fue solo un pequeño pueblo provincial. Esto cambió en 1902 cuando llegó el ferrocarril a la ciudad, renombrándose en 1917 Kórosten. Durante la Segunda Guerra Mundial fue completamente destruida.
En 1986, la población de Kórosten sufrió en gran medida el accidente de Chernóbil.
Aunque la ciudad ya era el centro administrativo de su propio distrito desde 1923, hasta 2020 no formaba parte del distrito y estaba constituida como ciudad de importancia regional.